# Brussieu
Brussieu ist eine französische Gemeinde mit 1378 Einwohnern (Stand 1. Januar 2022) im Département Rhône in der Region Auvergne-Rhône-Alpes. Sie gehört zum Arrondissement Lyon und zum Kanton L’Arbresle.

## Nachbargemeinden
Nachbargemeinden von Brussieu sind Brullioles im Norden, Bessenay im Nordosten, Courzieu im Südosten, Saint-Genis-l’Argentière im Süden und Saint-Laurent-de-Chamousset im Westen.

## Bevölkerungsentwicklung
| Jahr                       | 1962 | 1968 | 1975 | 1982 | 1990 | 1999 | 2013 |
| Einwohner                  | 537  | 506  | 445  | 612  | 641  | 752  | 1261 |
| Quellen: Cassini und INSEE |      |      |      |      |      |      |      |

## Sehenswürdigkeiten
- Kirche Saint-Denis
- Kapelle Notre-Dame-de-l‘Assomption in La Giraudière (1952)
- Galenit-Mine in Pampailly, die durch Jacques Cœur ausgebeutet wurde